# 王紹廉
王紹廉（?—?），浙江省湖州府歸安縣人，清朝政治人物、進士出身。
光緒九年（1883年），参加癸未科殿試，登進士二甲75名。同年五月，改翰林院庶吉士。光緒十二年四月，散館，授翰林院編修。